# Aphnaeus chalybeatus
Aphnaeus chalybeatus är en fjärilsart som beskrevs av Sharpe 1890. Aphnaeus chalybeatus ingår i släktet Aphnaeus och familjen juvelvingar. Inga underarter finns listade i Catalogue of Life.